# 布利特縣 (肯塔基州)
布利特县（英語：Bullitt County）是美国肯塔基州北部的一個縣，属于大城市统计区的一部分，座落于路易維爾的南面，也是肯塔基州发展最快的县之一。根据2020年美國人口普查，布利特县人口共有82,217人居住在此，但到2023年该县的人口估计已经达到了8萬4千人左右，县府所在地为謝潑茲維爾（Shepherdsville）。

## 历史
布利特县成立于1797年一月一日，根据肯塔基州的创建者之一亚历山大·司各特·布特利来命名。本来，布利特县是在原有的杰斐逊县和纳尔逊县的基础上建立的，1811年，目前的西北区也从杰斐逊县被划分了过来。1824年，当斯潘塞县成立时，布利特县把一些位于东部边缘地区的土地划分给这个新成立的县。
本来，布利特县以制盐业和炼铁业而闻名，十八世纪末到十九世纪中是这些产业的兴旺发展期。1937年，布利特县遭遇俄亥俄河大泛滥，这次灾难让该地区遭受了巨大损失。从20世纪80年代起，路易维尔的国际物流业发展迅速，极大地刺激了当地的经济发展。

## 经济
布利特县的商人从该县在全球运输的中心地位中得到很多益处。该县离美国邮政局（UPS）的世界港枢纽25.7公里（16英里），贯穿县中心的一条州际公路（I-65）使得交通很便利。每个小时处理五十万包裹的世界港枢纽给正在积极扩大中的公司和已经成熟的公司提供很多资源和机会。因此，对于要在国外或全美发展的公司而言。布利特县的位置非常便于其运作需要。
除了世界港枢纽以外，布利特县在美国中西部的位置也便于公司的运输需要，尤其是通过利用贯穿全美的I-65北南高速公路。美国的一半人口住在离布利特县600英里以内的地方.自2000年开始，布利特县有560000余平方米（6，000，000平方英尺）的新货物储运中心开始被建立或被吸纳入布利特县。这个期间选择建立新货物储运中心的公司包括美源伯根公司（AmerisourceBergen）、沙伯特公司（Sabert）、强生公司（Johnson & Johnson）、奇客小分队市（Geek Squad City）、戈登食品服务（Gordon’s Food Service）以及Zappos公司。
在很大程度上，布利特县的成就建立在该县吸引优秀员工的能力上。按照县经济发展局说法，布利特县的地理位置很理想，“离路易维尔大都市区的购物、博物馆、好餐馆、艺术和运动中心很近，但是不在大都市里面，因此能保持小城的氛围。如果你喜欢乡村的生活，布利特县有很多绿色空间。”这种很有吸引力的生活方式刺激很多商人投资于该县的物流产业。

## 公园与游客
贝海姆树木园与森林研究园是布利特县最大的森林公园，也是全国最大的森林公园之一。该园虽为私人所有，却有全国范围的知名度。位于肯塔基州的克莱蒙特，贝海姆树木园与森林研究园位于布利特县中南部的中心。该森林游乐区的面积为一万四千英亩，里面有长达三十五英里的人行小道，每星期有大约两千人来参观。除了路易维尔人，该森林游乐区也吸引了周边城市的游客，例如来自辛辛那提和印第安纳波利斯的游客。在贝海姆森林旁边也有肯塔基州最新成立的州立森林公园，即那巴斯森林，面积为一千五百三十九英亩。

## 地理
这些森林，以及布利特县的大片宽阔土地，吸引了很多人迁往该地的郊区居住。该县的地形主要是平缓起伏的丘陵，面积为七百七十七平方公里，包括七百七十四平方公里的陸地和二点六平方公里的湿地。

## 人口
2000年的人口普查时，布利特县有人口61236人、221170户及17736个家庭，人口密度为每平方公里米79个人（每平方英里205个人）, 该县有23,160座房屋单元，平均每30平方公里就有一座房屋。行政区的种族结构为98.07%白人、0.38%黑人或非裔美国人、0.34%美洲原居民、0.27%亚洲人、0.01%太平洋岛民、0.16%其他的种族、及0.77%有两种或以上血统。人口中0.63%为拉丁美裔人。
在22,171户人家中，有39.00%的人家与十八岁以下的孩子同住，家庭的婚姻状态统计分布为：夫妇同住65.40%、没有丈夫的女人10.40%、及非家庭20.00%。在所有的家户中，单人家庭占16.40%、65岁以上的单身老人家庭占5.40%。平均每户为2.75人、每家庭平均有3.07人。
27.20%的人口小于18岁，8.60%在18和24岁间，32.70%在25和44岁间，23.70%在45和64岁间，7.80%老于65岁。中位数年龄是34岁。男女比例为100位妇女比98.9位男子。在18岁以上的人口中，100位妇女比89.0位男子。
每户收入的中间值为$50,058美元（2005年）、家庭收入的中间值$49,481，男子的收入中间值为$35,851美元、女性的收入中间值为$24,098美元。该县的人均收入为$18,339.  7.90%的人口和6.20%的家庭生活在贫穷线以下，11.40%的18岁以下孩子和7.60%的 65 岁以上老年人生活在贫穷线以下。

## 主要城镇
尽管比布利特县政府所在的希匹儿城更南的地区还没有经过大规模的住宅开发，但布利特县北部的路易维尔城内外都发展很快。华盛顿山城以及沿着65号洲际高速公路一路向北的地区都经历了大规模的住宅开发。因为希匹尔城与华盛顿山城都扩展了疆域，以至于目前两者快要接壤了。长达16公里并连接两城的肯塔基。
- 亨德斯赫勒

## 新进展
犹太医院南医疗中心（Jewish Hospital Medical Center South）2006年5月在丘陵观城（Hillview）开始营运，该中心有两座主要大楼。第一是一座用三千五百万美元建成的门诊部。该楼房的面积为4，600平方米(49,000平方英尺),提供手术、诊断成像、及急救护理。另外，旁边也有一座2，200O平方米(24,000平方英尺)的办公室楼房。状态：2009年1个憎加60张病床的医院扩建计划经过了批准，但目前还没开始建设。
布利特县社区学院。布利特县官员和商务人士以及肯塔基州社区和科技学院系统正在合作建立一个专属于布利特县的社区学院。布利特县已经答应向该社区学院捐赠160，000平方米(40英亩)的土地。该土地位于肯塔基245号公路与65号洲际高速公路交叉口的旁边。但是政府还需要两千八百万到三千五百万美元的资金才能够开始建设和设备购买。状态：计划阶段。
遗产丘陵是一个在肯塔基245号公路的旁边的高尔夫球住宅小区,目前还在发展。该住宅开发的面积为3.4平方公里(840英亩)，40%为绿色空间；包括一条11公里(7英里)的步行小路、一座建立于1800初的农舍（现在改造为社区中心）、还有一个18洞锦标赛公共高尔夫球场。状态：2005年初开始建设，打算于未来的10到12年建设覆盖3400平方公里的1，200座房子。

## 公共基础设施
布利特县有一个覆盖全县的警察系统，以及很多本城的警察机构，例如希匹尔城、丘陵观城、和华盛顿山城都有各自的警察分局。肯塔基州警察机关，除了独立警务运作以外，也和每一个每一个辖区自带的警察部门合作。
消防服务由两种公安消防部门来负责。在城市里，自耦那吞（Zoneton）、华盛顿山城和希匹尔城都有24小时的消防部门，雇佣的消防队员都是专业人士。尼克偶尔斯（Nichols）、东南布利特县、及黎巴嫩（Lebanon）等乡村的消防区也都有各自的公安消防部门。他们都采用志愿者服务机制，雇佣的人数根据各自的需要。
布利特县急救医疗服务部门（BCEMS）提供所有的急救服务和运输服务，包括把病人从犹太医院南医疗中心运输到该地区的其他医院。BCEMS也是布利特县政府机构的一个部分，所有的财政收入都来自该县的税收。